# Seznam latvijskih hokejistov na ledu
Seznam latvijskih hokejistov na ledu.

## B
- Helmuts Balderis
- Uvis Jānis Balinskis
- Oskars Bārtulis
- Aleksandrs Beļavskis
- Māris Bičevskis
- Kristofers Bindulis
- Teodors Bļugers
- Rihards Bukarts
- Roberts Bukarts

## C
- Oskars Cibuļskis
- Aigars Cipruss

## D
- Kaspars Daugaviņš
- Andris Džeriņš

## F
- Vjačeslavs Fanduļs
- Ralfs Freibergs
- Aleksejs Froļikovs

## G
- Guntis Galviņš
- Zemgus Girgensons
- Kristers Gudļevskis

## I
- Viktors Ignatjevs
- Miks Indrašis
- Artūrs Irbe

## J
- Jānis Jaks

## K
- Jānis Kalniņš
- Ronalds Ķēniņš
- Aleksandrs Kerčs
- Artūrs Kulda

## L
- Rodrigo Laviņš

## M
- Gints Meija
- Elvis Merzļikins

## N
- Aleksandrs Ņiživijs

## O
- Sandis Ozoliņš

## P
- Grigorijs Panteļejevs
- Vitalijs Pavlovs
- Sergejs Povečerovskis
- Ivars Punnenovs

## R
- Frenks Razgals
- Rudinis

## S
- Vitālijs Samoilovs
- Kārlis Skrastiņš
- Pēteris Skudra
- Gunārs Skvorcovs
- Kristaps Sotnieks
- Jānis Sprukts

## V
- Harijs Vītoliņš

## Ž
- Sergejs Žoltoks